# Sedum jahandiezii
Sedum jahandiezii är en fetbladsväxtart som beskrevs av Battand.. Sedum jahandiezii ingår i Fetknoppssläktet som ingår i familjen fetbladsväxter. Inga underarter finns listade i Catalogue of Life.